# Исленьевы
Исленьевы — древний дворянский род, из московских бояр.
Род внесён в Бархатную книгу. При подаче документов (19 мая 1686), для внесения рода в Бархатную книгу, была предоставлена родословная роспись Исленьевых, выписки из старого родословца, сказка Митрофана Ивановича Воронцова-Вельяминова об однородстве с Исленьевыми. Приговор боярина Владимира Дмитриевича Долгорукова (27 января 1687) определял внести родословие Исленьевых в Бархатную книгу в главу Воронцовых и Вельяминовых.
Род внесён в VI часть дворянской родословной книги Московской губернии.
Однородцами являются дворянские рода: Аксаковы, Воронцовы, Вельяминовы. Воронцовы-Вельяминовы, Соловцовы.

## Происхождение и история рода
Их родоначальником считается легендарный князь Шимон Африканович, как будто бы племянник Якуна Слепого, норвежского короля. Он выехал при великом князе Ярославе Владимировиче «из варяг» в Киев. Несостоятельность этой версии была отвергнута ещё в начале XIX века.
Предок рода — Протасий Фёдорович († около 1330, VI колено), боярин великого князя Ивана Даниловича Калита, у которого был внук Василий Васильевич Взолмень († 1374), московский тысяцкий при великом князе Симеоне Гордом. Праправнуки Протасия Фёдоровича — Фёдор Васильевич Воронец (родоначальник Воронцовых) и Вельямин Андреевич (родоначальник Вельяминовых), правнук которого Горяин Васильевич Вельяминов, по прозванию Исленьев, был родоначальником Исленьевых.
По родословнику князя П.В. Долгорукова, у боярина Протасия Фёдоровича имелся потомок Иван Борисович Соловцов по прозванию Исленье (XIII колено), который является родоначальником Исленьевых. Сыновья его писались уже не Соловцовыми, а Исленьевыми.
Опричниками Ивана Грозного числились: Казарин, Григорий и Низовец Исленьевы (1573).
Степан Иванович Исленьев, стольник, и его сын Иван были в XVII веке воеводами. Пётр Алексеевич Исленьев, генерал-поручик, известен, как сподвижник Суворова (1794).
Другой род Исленьевых, угасший в конце XVIII века, происходил от Иллариона Исленьева, бывшего стряпчим кормового дворца при Фёдоре Алексеевиче. Принадлежащий к этому роду Пётр Алексеевич отличился в кампании (1794), что Екатерина Великая пожаловала ему, не имевшему ни Александровской, ни Аннинской ленты, сразу Владимирскую ленту.

## Описание гербов

#### Герб. Часть IV. № 20.
Щит разделён горизонтально на две части, из них в верхней части, в голубом поле, изображен перпендикулярно серебряный якорь (польский герб Котвица), а в нижней части, в красном поле, стоящий на задних лапах золотой лев, держащий вверх поднятый меч.
На щите дворянский коронованный шлем. Нашлемник: три страусовых пера. Намёт на щите голубой и красный, подложенный золотом.

#### Гербовник А.Т. Князева
В Гербовнике АнисимаТитовича Князева 1785 года имеется герб Исленьевых: на княжеской мантии овальный щит, в серебряном поле которого имеется золотой лев держащий в правой лапе синий меч, острием вверх. Над мечом синий якорь. Княжеская мантия увенчана обычной дворянской короной.

## Известные представители
- Исленьев, Александр Михайлович (1794—1882) — помещик, член Московского общества сельского хозяйства.
- Данило Исленьев — московский дворянин, в 1594 был послом в Турции.
- Исленьев, Иван Иванович (?—1784) — капитан, астроном.
- Исленьев, Николай Александрович (1785—1851) — генерал от инфантерии, начальник 1-й гвардейской пехотной дивизии, участник Наполеоновских войн.
- Исленьев, Пётр Алексеевич (1740-е—1826) — генерал-лейтенант русской императорской армии; Георгиевский кавалер.

- Исленьева, Анна Александровна (в замужестве Чернышёва; 1740—1794) — родственница князя Г. А. Потёмкина, супруга генерал-фельдмаршала по флоту графа Ивана Григорьевича Чернышёва.

- Исленьев Петр Данилович — воевода в Пелыме (1608), Тарках (1613).
- Исленьев Юрий Фомич — воевода в Пскове (1624).
- Исленьев Степан Иванович — воевода в Таре (1626—1627), московский дворянин (1627—1640; ум. 1647).
- Исленьев Иван Степанович — стольник патриарха Филарета (1627—1629), стольник (1636—1640).
- Исленьев Матвей Степанович — патриарший стольник (1627—1629), стольник (1629—1658).
- Исленьев Иван Степанович — стольник (1627).
- Исленьев Юрий Недоброго — московский дворянин (1627—1636).
- Исленьев Иван Степанович — воевода в Орле (1641), московский дворянин (1658).
- Исленьев Данила Иванович — стольник (1658—1676).
- Исленьев Иван Иванович — стряпчий (1671), стольник (1676), комнатный стольник царя Петра Алексеевича (1686—1692).
- Исленьев Фёдор Иванович — стряпчий (1692).
- Исленьев Василий Данилович — стольник царицы Евдокии Фёдоровны (1686—1692), воевода в Суздале (1700—1702).
- Исленьев Иван Иванович — думный дворянин при Петре I[6][9].